# آنا كامبل

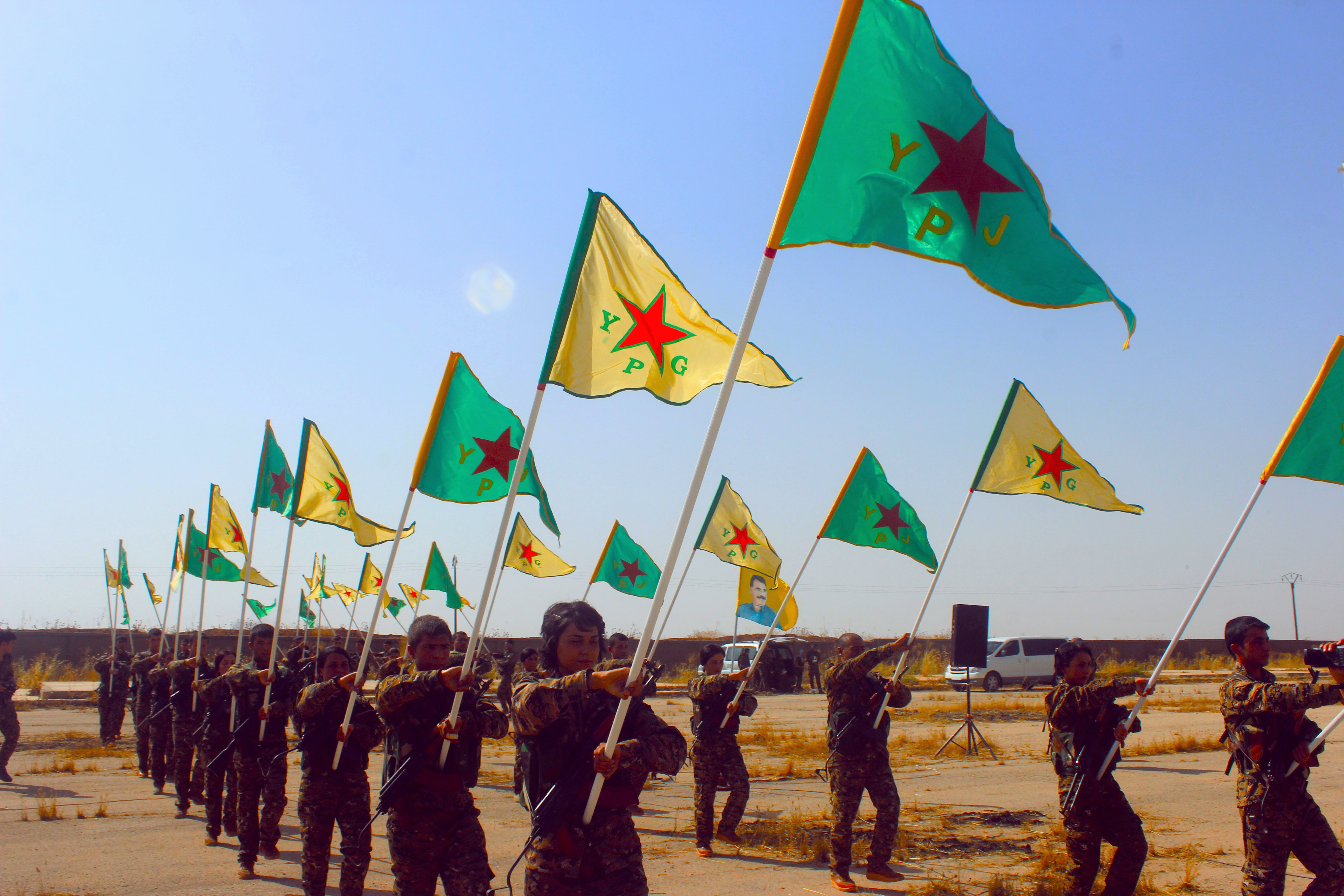
مقاتلي وحدات حماية الشعب ووحدات حماية المرأة.

آنا كامبل (بالإنجليزية: Anna Campbell)‏ المعروفة أيضًا باسم هيلين كيريوكس (من مواليد 1991 - 15 مارس 2018) (تراوح عمرها بين 26-27) كانت ناشطة نسوية في مجال حقوق المرأة البريطانية، أناركية ناشطة لإلغاء السجون ولدت في لويس المملكة المتحدة. هاجرت إلى منطقة الإدارة الكردية في شمال سوريا. كانت أول امرأة بريطانية تقتل في إحدى معارك القوات الكردية في روجافا، شمال سوريا.

## السيرة الذاتية
تلقت كامبل تعليمها في مدرسة سانت ماري المستقلة في برايتون، قبل أن تلتحق بجامعة شفيلد ثم بريستول، حيث عملت كمساعدة سباك، كانت ابنة موسيقي الروك التقدمي مونت كامبل.
شاركت في العديد من الحركات السياسية، بما في ذلك الاحتجاجات الطلابية في المملكة المتحدة عام 2010، وجمعية مطاردة المخربين، وجمعية الصليب الأسود الأناركية وغيرها من المنظمات الفوضوية ومنظمات إلغاء العبودية. قاتلت مع وحدات حماية المرأة في هجومها على معقل داعش في دير الزور.
شاركت كامبل في أنشطة وحدات حماية المرأة لدعم حقوق المرأة في كردستان. وفقا لصحيفة نيويورك تايمز، فقد تأثرت بالدفاع عن «منطقة تتمتع بالحكم الذاتي، معظمها من الأكراد في شمال سوريا، والمعروفة باسم روجافا، التي يدعو قادتها إلى سياسة علمانية وديمقراطية ومتكافئة، مع المساواة في حقوق المرأة». قُتلت أثناء العملية العسكرية التركية في عفرين.

## التراث
صرحت مؤسسة حماية المرأة الكردية قائلة:
«أصبحت رفيقتنا البريطانية هيلين كريسوكس (آنا كامبل) رمزًا لجميع النساء في المقاومة ضد الفاشية في عفرين لخلق عالم حر ونعد بالوفاء بكفاح الشهيدة هيلين وتكريم ذاكرتها في حياتنا وننسعى للكفاح من أجل الحرية».
بعد الإعلان عن وفاة كامبل، بدأ والدها حملة لاستعادة جسدها، والتي لم يكن من الممكن تحديد موقعها من قبل منظمات الإغاثة حتى يتم وقف إطلاق النار في المنطقة. اتهم ديرك كامبل الحكومة البريطانية بـ «الافتقار التام إلى الاستباقية» في المساعدة على استعادة جسدها. لم يتم انتشال الجثة من ساحة المعركة اعتبارًا من منتصف مايو 2018.
رداً على وفاة كامبل، قام متظاهرون من شبكة بريستول للتضامن الكردي (BKSN) وأصدقاء كامبل بإغلاق مكاتب شركة بي إيه إي سيستمز في بريستول واتهام الشركة بتزويد تركيا بالأسلحة التي استخدمت ضد المدنيين في شمال سوريا الخاضعة للسيطرة الكردية.

## وصلات خارجية
- خطاب إلى هيلين- 20 مارس 2018.
- السيرة الذاتية لآنا كامبل.
- حوار آنا كامبل.
- نعي آنا كامبل في الصحافة العالمية.